# 湘潭理工学院
湘潭理工学院位于湖南省湘潭市九华经开区，长株潭大河西科创走廊的中心结点，是经教育部批准的湖南省第一所完成独立学院转设的普通本科高校，是人社部吉利博士后科研工作站联合培养单位。

## 校史

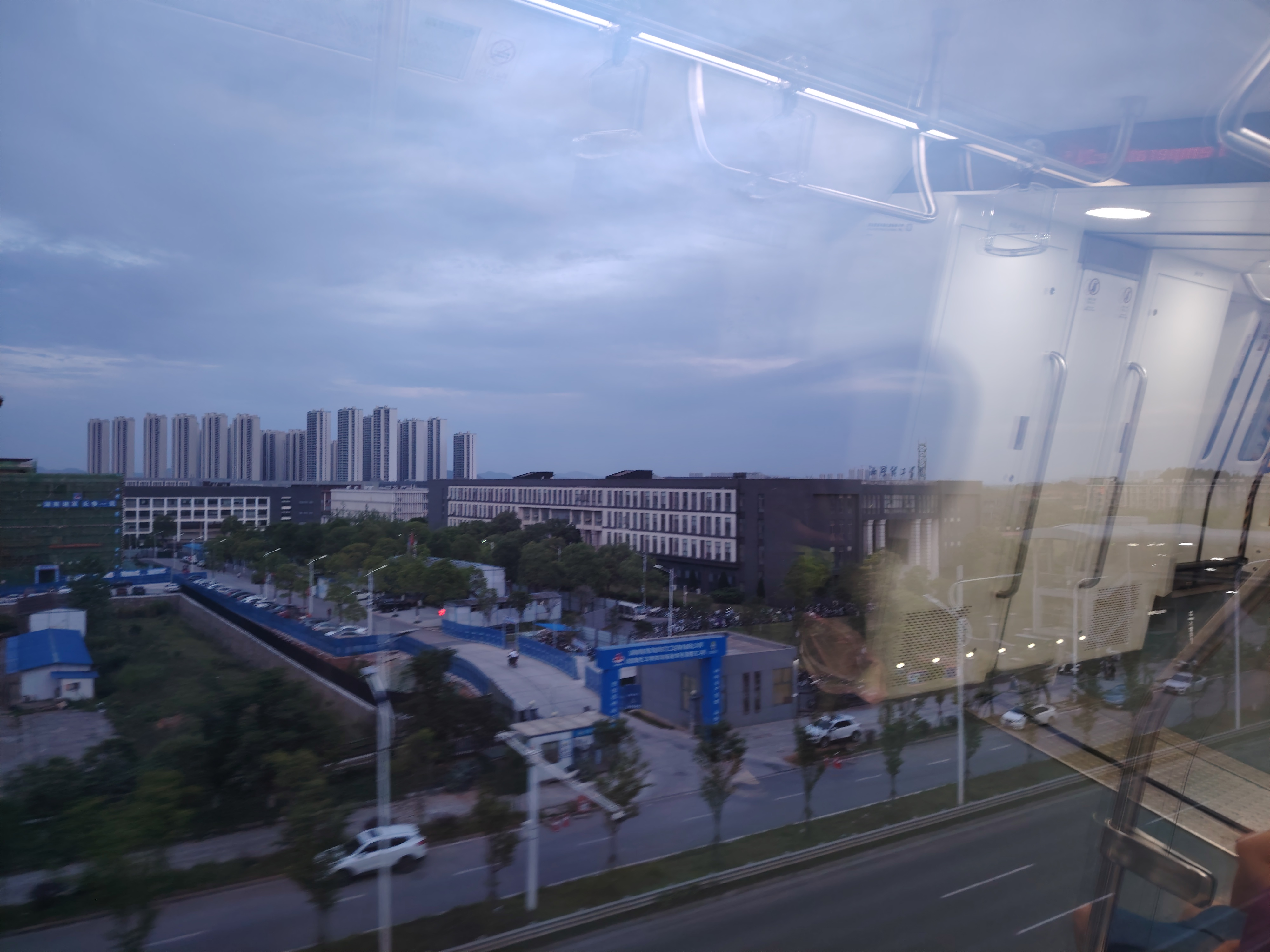
湘潭理工学院校园

湘潭理工学院前身为成立于2001年的湖南工商大学北津学院。建校之初，学院位于湘江河畔、长沙西汉时侯城——北津城内。
2018年，湖南工商大学和吉利集团合作举办湖南工商大学北津学院。
2019年，北津学院湘潭校区建成，并于9月正式启用，迎来了首批新生。
2020年6月，经教育部批准，湖南工商大学北津学院转设为独立设置的普通本科学校，并更名为湘潭理工学院，性质为民办非营利普通高校。

## 院系
- 人文与艺术学院、商学院、外国语学院、数字科技学院、汽车工程学院、马克思主义学院、公共体育部、潭州书院  [5]